# Thomas Lennon
Thomas Lennon III (Chicago, 9 augustus 1970) is een Amerikaanse acteur, regisseur, komiek en schrijver.
Hij is voornamelijk bekend van de komische televisieserie Reno 911. Hierin speelt hij Lt. Jim Dangle, die de leiding heeft over het politiekorps van Reno, Nevada. Hij is ook te zien in onder meer Herbie Fully Loaded en I Love You, Man. In 2011 speelde hij met Cameron Diaz en Justin Timberlake in Bad Teacher als Carl Halabi en met Ed Helms in Cedar Rapids.
Van 2015 tot 2017 speelde hij de rol van Felix Unger in de sitcom The Odd Couple, die vanaf 2019 in Nederland wordt uitgezonden op SBS6. 
Lennon schreef en regisseerde mee aan zowel de televisieserie als aan de film, Reno 911!: Miami (2007). Verder schreef hij mee aan de film "The Pacifier" uit 2005 en aan Night at the Museum en Night at the Museum: Battle of the Smithsonian.
Verder speelt Lennon ook in 17 Again, How to Lose a Guy in 10 Days, Memento, Night at the Museum: Battle of the Smithsonian, The Dark Knight Rises en in Mr. Peabody & Sherman.

## Privéleven
Sinds 2002 is Lennon getrouwd met Jenny Robertson. Hij woont samen met haar in Los Angeles.
- Bibsys: 6091014
- Biblioteca Nacional de España: XX4615246
- Bibliothèque nationale de France: cb150594601 (data)
- Gemeinsame Normdatei: 17374866X
- International Standard Name Identifier: 0000 0001 1631 0191
- Library of Congress Control Number: no2005062023
- MusicBrainz: 6d352f96-c8bd-4697-9701-0de621a3a0a0
- Nationale Bibliotheek van Tsjechië: jo2016900534
- Nationale Bibliotheek van Israël: 987007379451705171
- Nederlandse Thesaurus van Auteursnamen: 110071662
- Système universitaire de documentation: 184722918
- Virtual International Authority File: 44033384
- WorldCat: E39PBJpDRp6JxMk8K9hGJDkYyd